# كالفين كارير
كالفين كارير (بالإنجليزية: Calvin Carrière)‏ هو عازف كمان ‏ أمريكي، ولد في 10 سبتمبر 1921، وتوفي في 3 مارس 2002.